# Favites complanata
Favites complanata is een rifkoralensoort uit de familie van de Merulinidae. De wetenschappelijke naam van de soort is voor het eerst geldig gepubliceerd in 1834 door Ehrenberg.